# Август Кристиан (Анхалт-Кьотен)
Август Кристиан Фридрих фон Анхалт-Кьотен (на немски: August Christian Friedrich von Anhalt-Köthen; * 18 ноември 1769, Кьотен; † 5 май 1812, дворец Гойц при Кьотен) от династията Аскани, е княз на Анхалт-Кьотен (1789 – 1806) и херцог на Анхалт-Кьотен (1806 – 1812).

## Биография
Той е най-възрастният син на княз Карл Георг Лебрехт фон Анхалт-Кьотен († 1789) и съпругата му Луиза фон Шлезвиг-Холщайн-Зондербург-Глюксбург (1749 – 1812). Брат е на Карл Вилхелм (1771 – 1793) и Лудвиг фон Анхалт-Кьотен (1778 – 1802).
През 1798 г. Август Кристиан е щабен капитан в пруската войска. На 15 май 1803 г. той е пруски генерал-майор и на 18 април 1806 г. получава титлата херцог.
Август Кристиан е погребан по негово желание под един дъб в дворцовия парк в Кьотен.

## Брак
Август Кристиан се жени на 9 февруари 1792 г. във Франкфурт на Майн за принцеса принцеса Фридерика фон Насау-Узинген (* 30 август 1777, Узинген; † 28 август 1821, Хьоххайм), дъщеря на княз Фридрих Август фон Насау-Узинген и съпругата му принцеса Луиза фон Валдек, дъщеря на княз Карл Август Фридрих фон Вакдек. Те се развеждат през 1803 г. Нямат деца. 